# Widawa (gemeente)
De gemeente Widawa is een landgemeente in het Poolse woiwodschap Łódź, in powiat Łaski.
De zetel van de gemeente is in Widawa.
Op 30 juni 2004 telde de gemeente 8078 inwoners.

## Oppervlakte gegevens
In 2002 bedroeg de totale oppervlakte van gemeente Widawa 178,04 km², waarvan:
- agrarisch gebied: 71%
- bossen: 22%

De gemeente beslaat 28,84% van de totale oppervlakte van de powiat.

## Demografie
Stand op 30 juni 2004:
| Omschrijving                   | Totaal | Totaal | Vrouwen | Vrouwen | Mannen | Mannen |
| ------------------------------ | ------ | ------ | ------- | ------- | ------ | ------ |
| eenheid                        | aantal | %      | aantal  | %       | aantal | %      |
| inwoners                       | 8078   | 100    | 4095    | 50,7    | 3983   | 49,3   |
| bevolkingsdichtheid (inw./km²) | 45,4   | 45,4   | 23      | 23      | 22,4   | 22,4   |

In 2002 bedroeg het gemiddelde inkomen per inwoner 1357,55 zł.

## Administratieve plaatsen (sołectwo)
Brzyków, Chociw, Chrusty, Chrząstawa, Dąbrowa Widawska, Dębina, Goryń, Grabowie, Górki Grabińskie, Izydorów, Józefów, Klęcz, Kocina, Korzeń, Kąty, Ligota, Łazów, Ochle, Osieczno, Patoki, Podgórze, Restarzew Cmentarny, Restarzew Środkowy, Rogóźno, Ruda, Sarnów, Sewerynów, Siemiechów, Świerczów, Widawa, Wielka Wieś, Wincentów, Witoldów, Wola Kleszczowa, Zabłocie, Zawady, Zawady-Kolonia, Zborów.

## Overige plaatsen
Las Zawadzki, Lucjanów, Raczynów.

## Aangrenzende gemeenten
Burzenin, Konopnica, Rusiec, Sędziejowice, Szczerców, Zapolice, Zelów